# Бородатка вогнистолоба
Бородатка вогнистолоба (Capito squamatus) — вид дятлоподібних птахів родини бородаткових (Capitonidae).

## Поширення
Вид поширений на південному заході Колумбії та заході Еквадору. Мешкає у тропічних низовинних вологих лісах та вторинних лісах вздовж тихоокеанського узбережжя до 1300 м над рівнем моря.

## Опис
Голова та горло чорні з блакитним відтінком. Лоб червоний, вершина голови та шия білі. Пір'я на спині і крилах чорне з білими краями, утворює лускатий візерунок. Вторинні криючі крил білі. Черево та груди блідо-жовті. на боках є чорні плями у формі крапель. Дзьоб сірий. Очі карі. Ноги зеленкувато-сірі.

## Спосіб життя
Живе у верхньому ярусі лісів. Живиться плодами дерев, рідше комахами. Сезон розмноження припадає на період з липня по вересень.